# El sendero de la traición (película)
Betrayed es el título de una película estadounidense, dirigida por Costa-Gavras y estrenada en 1988 cuyo título en español es El sendero de la traición y en francés, La Main droite du diable.

## Sinopsis
En Chicago, un locutor de radio es asesinado en un estacionamiento. Su tono y sus temas provocadores (sexualidad, venta de armas, antisemitismo, etc.) le han granjeado muchos enemigos. Pero lo que llamó la atención de los investigadores del FBI fue el eslogan pintado en su cadáver: ZOG (Gobierno de Ocupación Sionista ). Están tratando de establecer un vínculo con el rastro de una organización clandestina de extrema derecha, que tiene su base entre los campesinos del Medio Oeste, una región rural, empobrecida y conservadora.
La ex estudiante de literatura y novata del FBI Cathy Weaver (Debra Winger) tiene la tarea de infiltrarse en el área, asumiendo la cobertura de una cosechadora estacional nacida en Texas, Katie Phillips. En particular, debe acercarse a un granjero viudo, Gary Simmons (Tom Berenger), de quien el FBI sospecha que es un veterano de Vietnam e hijo de un exmiembro de una milicia patriótica. Cathy rápidamente se hace amiga de este hombre que parece inspirar respeto de la comunidad local. Con el tiempo se enamoran el uno del otro. Garry cree que Kathy está destinada a convertirse en su nueva esposa, por lo que necesita saber todo lo que hace. Así descubrirá todas sus actividades, como "cazar" negros, o "acampar" en un campo de entrenamiento.

## Ficha técnica
- Título original : Betrayed
- Título en español : El sendero de la traición
- Realización : Costa-Gavras
- Guion : Joe Eszterhas
- Música : Bill Conti
- Dirección de fotografía : Patrick Blossier
- Montaje : Joële van Effenterre
- Decorados : Patrizia von Brandenstein y Jim Erickson
- Trajes : Joe I. Tompkins
- Producción : Irwin Winkler

Producción delegada : Joe Eszterhas, Hal W. Polar
Compañías de producción : Irwin Winkler Productions, CST Telecomumnications y United Artists
- Distribución : United Artists (Estados Unidos), United International Pictures (Francia)
- Presupuesto : 19 millones de dólares
- Duración : 127 minutos
- Fechas de estreno :
  -  Estados Unidos 26 de agosto de 1988
  -  Francia: 9 de noviembre de 1988

## Intérpretes
- Debra Winger: (Versión francesa, en adelante VF: Elisabeth Wiener): Cathy Weaver, también conocida como Katie Phillips
- Tom Berenger: (VF: Jacques Frantz): Gary Simmons
- John Heard: (VF: Richard Darbois): Michael Carnes
- John Mahoney: Enano
- Betsy Blair: Gladys Simmons
- Ted Levine: (VF: Patrick Poivey): Wes
- Jeffrey De Munn: (VF: Sady Rebbot): Bobby Flynn
- Albert Hall: Albert Hall
- David Clennon: (VF: Jean-Luc Kayser): Jack Carpenter
- Robert Swan: Decano
- Richard Libertini: Sam Kraus
- María Valdez: Raquel Simmons
- Brian Bosak: Joey Simmons
- Alan Wilder: (VF: Jean-François Kopf): Duffin
- Timothy Hutton: el malabarista en la feria

## Producción
El rodaje se llevó a cabo en Canadá (Kananaskis Country, Bragg Creek, Calgary, Fort Macleod ), y en los Estados Unidos (especialmente en Chicago ).

## Alrededor de la película
- El comienzo de la película está inspirado en parte en el asesinato en 1984 del locutor de radio y abogado Alan Berg. Tres miembros de una organización nacionalista blanca, The Order, dirigida por Robert Jay Mathews (1953-1984), son acusados de violar los derechos civiles de Alan Berg. Los acusados fueron denunciados por la exnovia de Mathews. David Lane, otro miembro del grupo, fue declarado culpable de haber sido el chófer de los verdugos y condenado a 190 años de prisión (murió en prisión en 2007). Otro miembro, Bruce Pierce, fue condenado a 252 años de prisión (donde murió en 2010)[5]
- La película de  Oliver Stone de 1988, Late Night Conversations, se centra en el asesinato de Alan Berg.
- Otros episodios de la película también están inspirados en las acciones del movimiento de Robert Jay Mathews y en la vida de su fundador: la mención de los Hijos de la Libertad (de los que se dice que el padre de Garry era miembro) y la Resistencia Fiscal (en la que también se dice que participó el padre de Garry), el reclutamiento prioritario entre los pequeños agricultores, el robo de bancos para financiar las actividades (cuyo botín superaría los tres millones y medio de dólares),[6] la muerte del propio Mathews a manos de agentes del FBI.[7]